# Мелша
Мелша — река в России, протекает в Парфеньевском и Чухломском районах Костромской области. Устье реки находится по правому берегу реки Вига в 104 км от её истока. Длина реки составляет 27 км.
Река берёт начало восточнее деревни Малое Коровье в 24 км к северо-западу от Парфеньева и в 30 км к юго-востоку от Чухломы. Течёт на северо-запад, крупнейшие притоки — Пенка (левый) и Маеница (правый). Рядом с рекой расположены деревни Большое Коровье, Осташково, Романовское, Еляково, Фалилеево, Филино. В нижнем течении на берегах реки деревня Петровское (левый берег) и посёлок Якша. Впадает в Вигу у деревень Соколово и Рыково.

## Данные водного реестра
По данным государственного водного реестра России относится к Верхневолжскому бассейновому округу, водохозяйственный участок реки — Унжа от истока и до устья, речной подбассейн реки — Бассей притоков Волги ниже Рыбинского водохранилища до впадения Оки. Речной бассейн реки — (Верхняя) Волга до Куйбышевского водохранилища (без бассейна Оки).
По данным геоинформационной системы водохозяйственного районирования территории РФ, подготовленной Федеральным агентством водных ресурсов:
- Код водного объекта в государственном водном реестре — 08010300312110000015006
- Код по гидрологической изученности (ГИ) — 110001500
- Код бассейна — 08.01.03.003
- Номер тома по ГИ — 10
- Выпуск по ГИ — 0